# مارکوس کراوس
مارکوس کراوس (انگلیسی: Markus Krauss؛ زادهٔ ۱۶ سپتامبر ۱۹۸۷) بازیکن فوتبال اهل آلمان است.
از باشگاه‌هایی که در آن بازی کرده‌است می‌توان به باشگاه فوتبال مونیخ ۱۸۶۰ و باشگاه فوتبال فورتونا دوسلدورف اشاره کرد.